# Kardinál-biskup

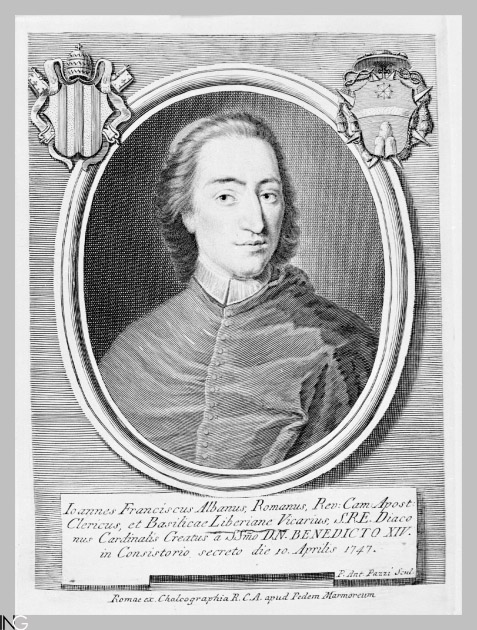
Kardinál-biskup Giovanni Francesco Albani, nejdéle sloužící děkan kolegia kardinálů v letech 1775–1803

Kardinál-biskup je člen nejprestižnější kardinálské třídy (ordo). Původně se jednalo o šest nebo sedm biskupů, kteří se střídali po celý týden ve vedení bohoslužeb v lateránské bazilice, a kteří byli biskupy diecézí bezprostředně sousedících s diecézí Řím (tzv. suburbikální diecéze). Z nich jsou voleni děkan a viceděkan kardinálského kolegia. 
Nejstaršímu kardinálu-biskupovi přísluší titul kardinál-protoepiscopus (první biskup).

## Historie
V roce 1965 papež Pavel VI. v motu proprio Ad purpuratorum Patrum Collegium do třídy kardinálů-biskupů zařadil také východní katolické patriarchy, kteří byli jmenováni kardinály; není jim přidělována titulární diecéze, protože mají svůj patriarchální titul. Tento princip přešel i do Kodexu kanonického práva z roku 1983 (CIC, can. 350). Papež František 28. června 2018 začal jmenovat další kardinály-kněze a jáhny do třídy kardinálů-biskupů, přičemž si ponechávají své tituly nebo diakonie (povýšené pro hac vice), a jsou ve všem postaveni naroveň kardinálům titulářům suburbikálních diecézí.

## Žijící kardinálové-biskupové

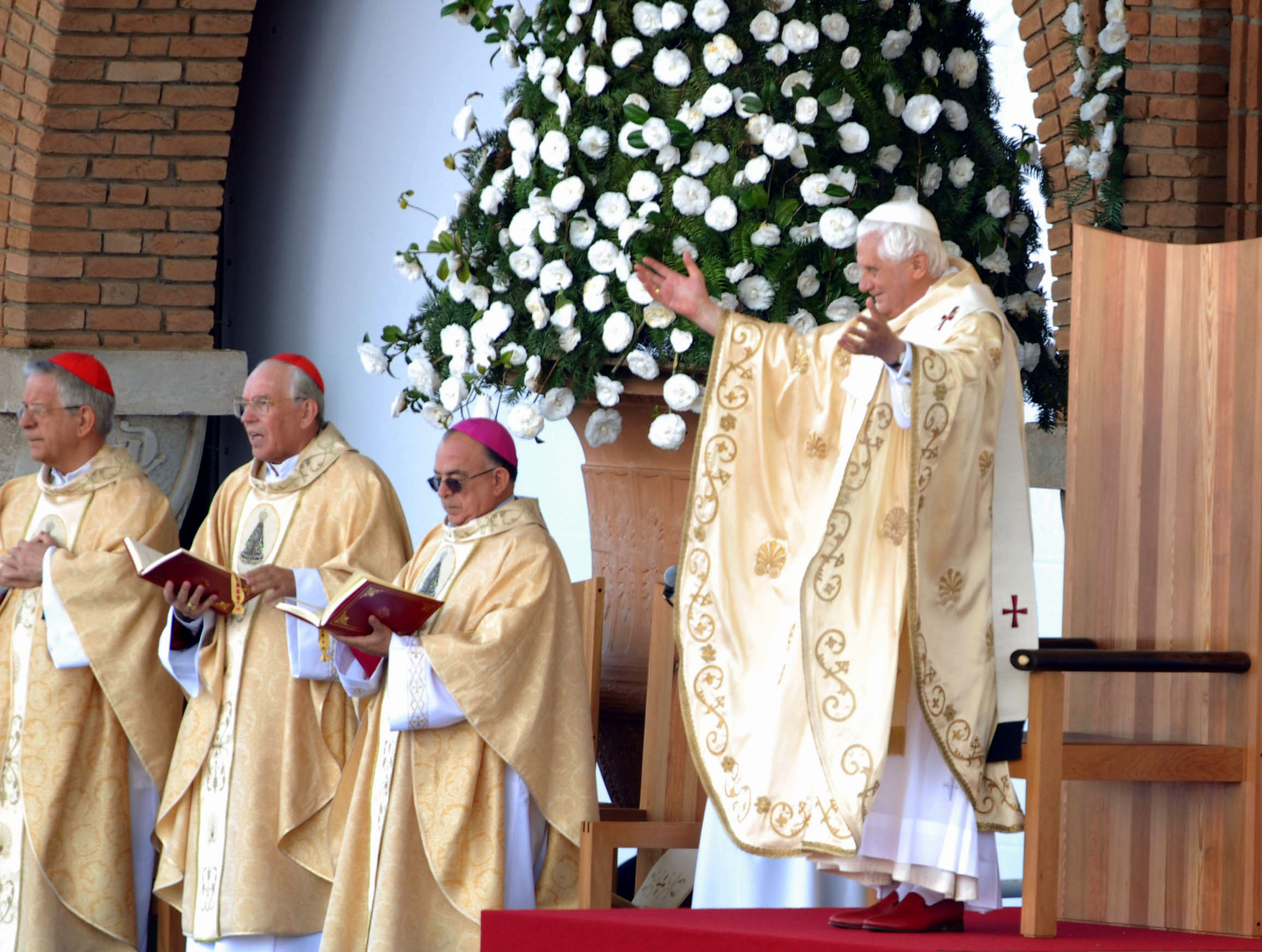
Zleva: kardinál Coppa, kardinál Re (děkan kolegia kardinálů od roku 2020), arcibiskup Assis a papež Benedikt XVI.

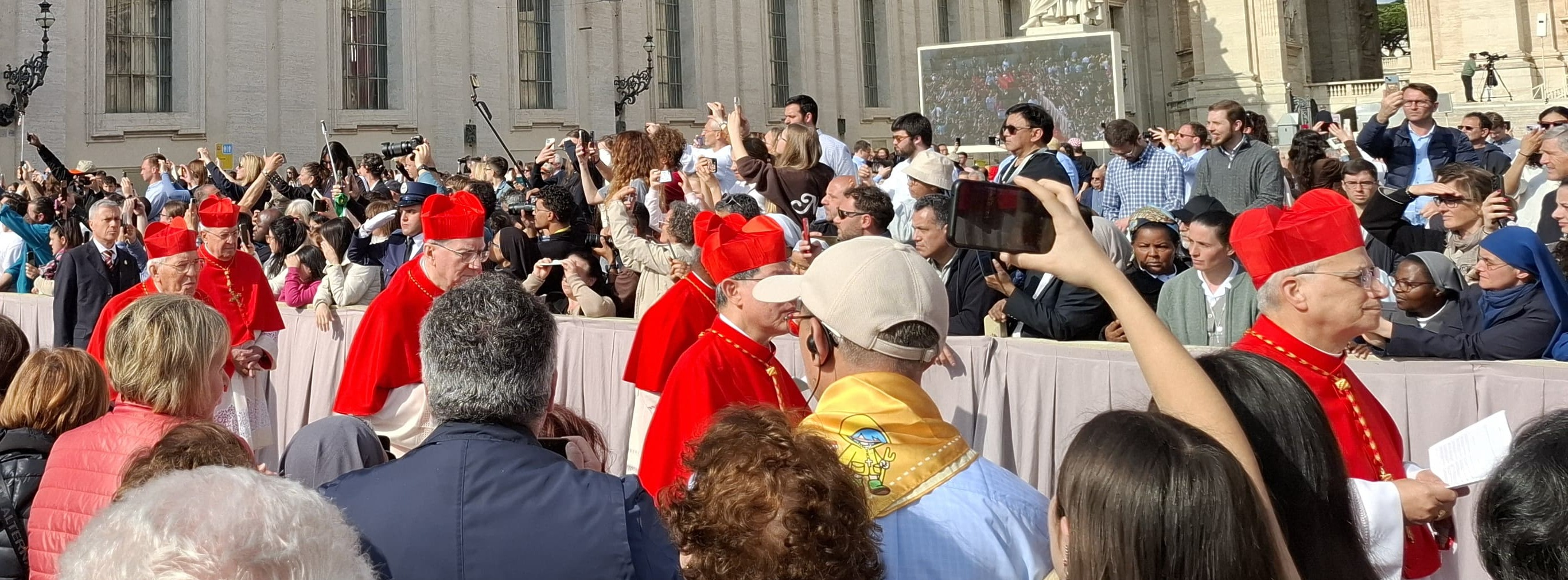
Kardinálové-biskupové v procesí při pohřbu papeže Františka, zleva: Re, Sandri, Parolin, Arinze, Tagle a Prevost, pozdější papež Lev XIV.

### Titulární biskupové suburbikálních diecézí
- Giovanni Battista Re, děkan kardinálského kolegia
- Francis Arinze
- Tarcisio Bertone
- José Saraiva Martins
- Beniamino Stella

### Kardinálové-biskupové bez titulárních diecézí
- Pietro Parolin (od 28. června 2018)
- Leonardo Sandri, viceděkan kardinálského kolegia (od 28. června 2018)
- Marc Ouellet (od 28. června 2018)
- Fernando Filoni, velmistr Řádu Božího hrobu (od 28. června 2018)
- Luis Antonio Tagle (od 1. května 2020)

### Kardinálové z řad patriarchů východních katolických církví
- Béchara Butrus Raï
- Louis Sako

## Děkan kolegia kardinálů
V čele celého kardinálského kolegia stojí děkan, volený z řad kardinálů-biskupů; zastupuje jej viceděkan. Volí jej ostatní kardinálové-biskupové, volba je potvrzována papežem. Jeho funkce je čestná (je primus inter pares), vede kardinálský sbor během konzistoří, spoluorganizuje papežský pohřeb a liturgicky jej vede a předsedá konkláve, pokud zvolený papež není biskupem, udílí mu v konkláve biskupské svěcení, při inauguraci nově zvoleného papeže mu předává rybářský prsten. Dle starobylé tradice po svém jmenování přijímá pallium ad personam, ačkoli není metropolitou.[zdroj?] Původně byl volen na doživotí, ale v roce 2019 papež František rozhodl, že děkan bude volen na pět let (s možností být jednou zvolen znovu), a pak se stane emeritním děkanem kardinálského kolegia.